# Madhuca firma
Madhuca firma är en tvåhjärtbladig växtart som först beskrevs av Jean Baptiste Louis Pierre och Marcel Marie Maurice Dubard, och fick sitt nu gällande namn av Herman Johannes Lam. Madhuca firma ingår i släktet Madhuca och familjen Sapotaceae.
Artens utbredningsområde är Vietnam. Inga underarter finns listade i Catalogue of Life.